# Nukâka Coster-Waldau
Nukâka Coster-Waldau, roz. Sascha Nukâka Motzfeldt; (*23. února 1971, Hjørring), profesně známá jako Nukâka, je grónská herečka a držitelka titulu Miss Grónsko. Je vdaná za dánského herce Nikolaje Costera-Waldaua a má s ním dvě dcery.

## Životopis
Nukâka Coster-Waldau je dcerou politika Josefa Motzfeldta (* 1941) a jeho manželky Vivi Egede. Narodila se v Dánsku, kde její otec získal vzdělání, a vyrůstala v grónském Uummannaqu. Dne 6. června 1998 se provdala za dánského herce Nikolaje Costera-Waldaua (*1970), s nímž má dvě dcery.
Nukâka v roce 1990 vyhrála soutěž Miss Grónska a následně dosáhla nejvyššího umístění, kterého mohlo Grónsko dosáhnout v soutěži Miss Universe. V roce 2006 se stala první Grónkou, která po šesti letech absolvovala herecký kurz na Dánské státní divadelní škole. Od roku 1998 působí jako herečka v grónských a dánských filmech a seriálech.
V roce 2020 se Nukâka zúčastnila 17. sezóny soutěže Vild med dans (obdoba českého StarDance...když hvězdy tančí). Tančila s profesionálním tanečníkem Silasem Holstem. Pár se v soutěži umístil na třetím místě.

## Filmografie

### Film
| Rok  | Film              | Role                                    | Poznámky    |
| ---- | ----------------- | --------------------------------------- | ----------- |
| 1998 | Heart of Light    | Trommedanser                            |             |
| 1998 | Vildspor          | Jóna                                    |             |
| 2007 | White Night       | kamarádka Kamily                        |             |
| 2008 | Himmerland        | Sofiina matka                           |             |
| 2010 | Experiment        | Margrethe                               |             |
| 2012 | Skavengers        | Úřednice na letišti                     |             |
| 2013 | Det grå guld      | Hlasatelka TV2 News                     |             |
| 2014 | Sailor's Song     | Sara                                    | krátký film |
| 2014 | Echoes of a Ronin | Aiko                                    | krátký film |
| 2018 | Anori             | Anori                                   |             |
| 2019 | Addamsova rodina  | hlas Morticii Addams (pouze v dánštině) |             |

### Televizní tvorba
| Rok  | Dílo                  | Role         | Poznámky                    |
| ---- | --------------------- | ------------ | --------------------------- |
| 2004 | Forsvar               | Sørine Olsen | Epizoda "Det største offer" |
| 2007 | Zločin                | novinářka    | 4 epizody                   |
| 2010 | Bedre sent end aldrig |              |                             |
| 2020 | Thin Ice              | Ina Lynge    |                             |